# 阿瓦什國家公園
阿瓦什國家公園（Awash National Park）是埃塞俄比亞的國家公園之一，位於阿法爾州南端，處於阿迪斯阿貝巴以東225公里，南面以阿瓦什河為界，佔地756平方公里，成立於1966年。